# Joseph Eugen Hörwarter

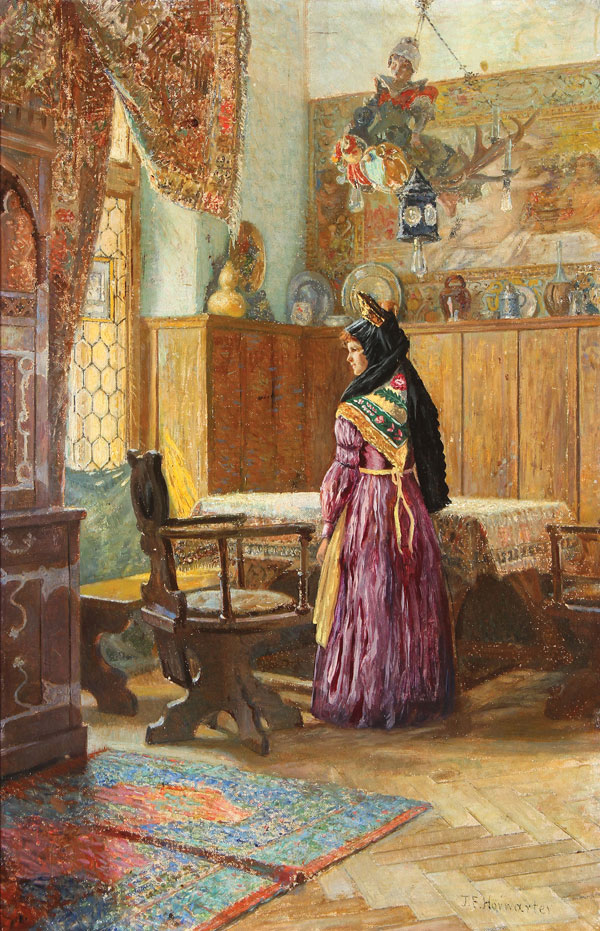
Frau in Volkstracht im Innenraum

Joseph Eugen Hörwarter  (* 11. August 1854 in Wien; † 9. Juni 1925 ebenda) war ein österreichischer Maler und Kunstpädagoge.

## Leben
Hörwarter begann sein Malerstudium an der Wiener Kunstgewerbeschule bei Ferdinand Laufberger und war an dieser von 1870 bis 1875 Assistent bei Michael Rieser und Albert Ilg beziehungsweise von 1875 bis 1876 bei Rieser.
Danach wurde er Lehrer an der Wiener Staatszeichenschule, gleichzeitig setzte er sein Studium an der Akademie der Bildenden Künste Wien bei August Eisenmenger fort. Ab 1888 wurde er Lehrer an der Graphischen Lehr- und Versuchsanstalt Wien. Zu seinen Schülern gehörten Ferdinand Pamberger, Fritz Rojka und Oskar Larsen.
Er nahm regelmäßig an den Ausstellungen des Wiener Künstlerhauses teil. Joseph Eugen Hörwarter schuf Genrebilder, Historienbilder, Porträts und Illustrationen von Klassikerausgaben.